# Pedicellarum
Pedicellarum é um género botânico pertencente à família Araceae.